# Van Lien
Van Lien is een bedrijf dat gespecialiseerd is in noodverlichtingsarmaturen. Het bedrijf is een dochteronderneming van het Zweeds-Zwitserse bedrijf ABB. In Europa zijn twee vestigingen van Van Lien te vinden. Namelijk in Nederland en België. 

## Specialiteiten
Van Lien is gespecialiseerd in het produceren van noodverlichtingsarmaturen zoals: vluchtwegverlichting, vluchtwegaanduiding, veiligheidsverlichting voor decentrale en centrale installaties. Ook wordt daar Mobiele noodverlichting, centrale voedings- en monitoringssystemen, modulaire service pakketten en cursussen & trainingen.

## Geschiedenis
In het jaar 1954 werd Van Lien Noodverlichting opgericht door de gebroeders VanLien. In eerstre instantie was het een normaal metaalbewerkingbedrijf, maar sinds 1981 produceert Van Lien uitsluitend noodverlichting. Sinds november 1998 werkt Van Lien als merknaam door onder de vlag van Thomas & Betts Netherlands BV, onderdeel van de in 1905 in Amerika opgerichte Thomas & Betts Corporation. Sinds 1 juli 2016 gaan Thomas & Betts en ABB b.v. samen verder als één bedrijf waarbij ABB b.v. als bedrijfsnaam wordt gevoerd.

## Vestigingen
Van Lien heeft vestigingen in Barendrecht (Nederland (gesloten)) en in Gent (België).